# Rudolf Kneip
 Otto Carl Rudolf Kneip (* 6. April 1899 in Mittweida; † 1986 in Hamburg-Wandsbek) war ein deutscher Pädagoge, Schulmeister und Alumnatsinspektor in Eutin, Danzig, Ottingen und Hannover, sowie Verfasser von Literatur zur Wandervogelbewegung und zum Wandern.

## Leben
Rodolf Kneip wurde 1899 in Mittweida als Sohn des Lehrers am Technikum Otto August Carl Kneip und Sophie Wilhelmine Franziska, geb. Gehrke geboren. 1939 hat er in Mittweida geheiratet und lebte bis 1953 in der Stadt. Anschließend bis zu seiner Pensionierung lebte er in Hannover. Danach zog er nach Ahrensburg, wo sein 1941 geborener Sohn Udo lebte.

## Werke (Auswahl)
- Das Muldental zwischen Penig und Rochlitz, Dresden 1952 (= Unser kleines Wanderheft, 7)
- Jugend in der Weimarer Zeit. Handbuch der Jugendverbände 1919–1938. dipa-Verlag, Frankfurt am Main 1. Auflage 1974, ISBN 3-7638-0211-8
- Wandervogel ohne Legende. Die Geschichte eines pädagogischen Phänomens. Südmarkverlag Fritsch, Heidenheim an der Brenz 1984, ISBN 3-88258-083-6